# チューリッヒ条約
チューリッヒ条約（チューリッヒじょうやく、ドイツ語: Frieden von Zürich, フランス語: Traité de Zurich, イタリア語: Pace di Zurigo）は、1859年11月10日、オーストリア帝国、フランス帝国、サルデーニャ王国の間の締結された条約。条約はヴィッラフランカの休戦を確認し、第二次イタリア独立戦争を正式に終わらせた。
条約は3つ締結された。
- 1つ目はフランスとオーストリアの間で締結され、休戦条約の再確認、平和の成立、ロンバルディアのフランスへの割譲が盛り込まれた。
- 2つ目は条約はフランスとサルデーニャの間で締結され、ロンバルディアがフランスからサルデーニャへ割譲されることを定めた。
- 3つ目は三国間で結ばれ、オーストリアとサルデーニャの間の和平を定めたものだった。